# St. Veiter Bach (Olsa)
Der St. Veiter Bach ist ein linker Nebenfluss der Olsa, eines Nebenflusses der Metnitz, im Guttaringer Bergland im Gemeindegebiet von Hüttenberg in Kärnten sowie von Mühlen und Neumarkt in der Steiermark.
In den Wäldern der nördlichen Abhänge des Grafenkogels entspringt etwa ein Dutzend kleiner Bäche. Diese fließen alle nach Norden hinab in eine breite Talsohle, die sich vom Moorgebiet südlich der Burgruine Althaus in Richtung Nordwesten erstreckt, und auf den knapp 2 km von Althaus bis zur Landesgrenze bei Pörtschach von 980 m Seehöhe sanft auf 950 m abfällt. Der Bach, der in diesem Tal fließt, heißt Pörtschachbach. Kurz vor Pörtschach fließt von links der von den Nordhängen des Zeltschacher Bergs kommende Höfermoarbach zu.
Auf steirischem Gebiet verengt sich die Talsohle allmählich. Der Bach trieb hier früher eine Mautmühle und eine Säge an. Das nun St. Veiter Bach genannte Gewässer nimmt von links den Plaxner Bach auf und fließt hinter Velden tief eingeschnitten steil hinunter zur Olsaklamm. Unweit der Mündung in die Olsa fließt von rechts noch der Kulmer Bach zu.